# Landskrona
Landskrona – miasto w południowej Szwecji. Siedziba władz administracyjnych gminy Landskrona w regionie Skania. Około 30 499 mieszkańców.

## Historia
Landskrona prawa miejskie otrzymała w 1413, a nadał je król Danii, Norwegii i Szwecji Eryk Pomorski. W połowie XVI stulecia został wybudowany fort, a jego budowę zlecił duński władca Chrystian III. W lipcu 1677 miała miejsce Bitwa pod Landskroną podczas wojny szwedzko-duńskiej 1675-1679 będącej częścią wielkiej europejskiej wojny Francji z koalicją. W latach 1700–1721 podczas III wojny północnej do niewoli byli wzięci polscy żołnierze.

## Demografia
| Rok  | Populacja |
| ---- | --------- |
| 1960 | 28 287    |
| 1965 | 29 067    |
| 1970 | 30 110    |
| 1975 | 29 486    |
| 1980 | 27 145    |
| 1990 | 26 595    |
| 1995 | 27 924    |
| 2000 | 27 393    |
| 2005 | 28 670    |
| 2010 | 30 503    |
| 2015 | 32 229    |

## Gospodarka
- Przemysł stoczniowy, maszynowy, nawozów sztucznych, włókienniczy oraz spożywczy[7].
- AB Landsverk

## Transport

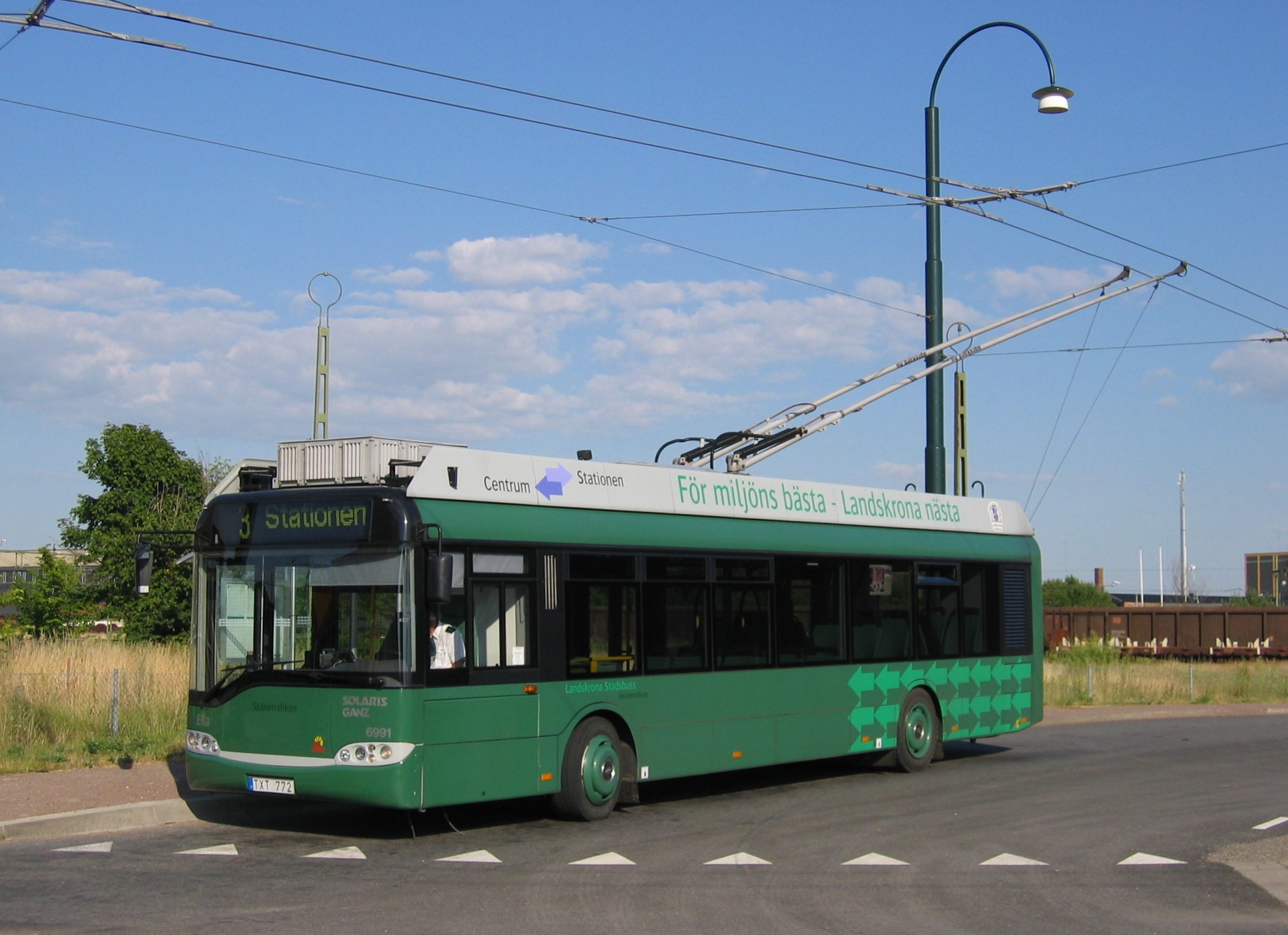
Trolejbus polskiej marki Solaris w Landskronie. Cała sieć trolejbusowa w tym mieście zasilana jest odnawialną energią pochodzącą z elektrowni wiatrowych.

- Połączenie między nową stacją i centrum miasta, jest obsługiwane przez Trolejbusy. Landskrona jest obecnie jedynym miastem w Szwecji, w którym działa sieć trolejbusowa.

- Od stycznia 2001 w mieście znajduje się nowy dworzec kolejowy Landskrona. Obsługuje on połączenia na trasie między Malmö i Göteborgiem, wzdłuż wschodniego wybrzeża.
- MF Scandinavia – morski prom pasażersko-samochodowy zbudowany w szwedzkiej stoczni w Landskronie w 1980.

## Kultura
- Galeria sztuki Konsthallen wraz ze Skulpturparken
- Muzeum Landskrona Slott och Citadell[3]

## Sport
- Landskrona BoIS – klub piłkarski

## Miasta partnerskie
- Kołobrzeg, Polska